# San Antero
San Antero è un comune della Colombia facente parte del dipartimento di Córdoba.
Il centro abitato venne fondato da Diego de Cervella nel 1647, mentre l'istituzione del comune è del 10 aprile 1929.